# Rheinisch-Westfälisches Berufskolleg Essen
Das Rheinisch-Westfälische Berufskolleg Essen (RWB Essen) im Essener Stadtteil Frohnhausen ist die größte Förderschule für Gehörlose und Schwerhörige in Deutschland. Als Schule der Sekundarstufe II bietet sie Bildungsgänge bis zur Fachhochschulreife und zur allgemeinen Hochschulreife. Die Schule wird besucht von über 1000 Schülerinnen und Schülern aus ganz Deutschland, zum Teil auch aus dem deutschsprachigen Ausland.
Die Einrichtung besteht seit September 1978 und wird vom Landschaftsverband Rheinland getragen.
Neben den Fachklassen des dualen Systems der Berufsausbildung hat das Berufskolleg die folgenden Bildungsgänge:
- Berufsorientierungsjahr
- Berufsgrundschuljahr
- Grundbildende, einjährige Vollzeitmaßnahme
- Berufsfachschule (zweijährig)
- Berufsfachschule (dreijährig) mit integrierter Berufsausbildung zum Damenschneider
- Berufsfachschule (zweijährig) mit Berufsabschluss „Staatlich geprüfter Kinderpfleger“
- Fachoberschule FOS 12 B
- Bildungsgänge zur Fachhochschulreife (Bildungsgänge in der Gymnasialen Oberstufe)
- Bildungsgänge zur Allgemeinen Hochschulreife (Bildungsgänge in der Gymnasialen Oberstufe)
- Fachschulen für Automatisierungstechnik, Bautechnik und Wirtschaft